# Archidiocèse de Carthage

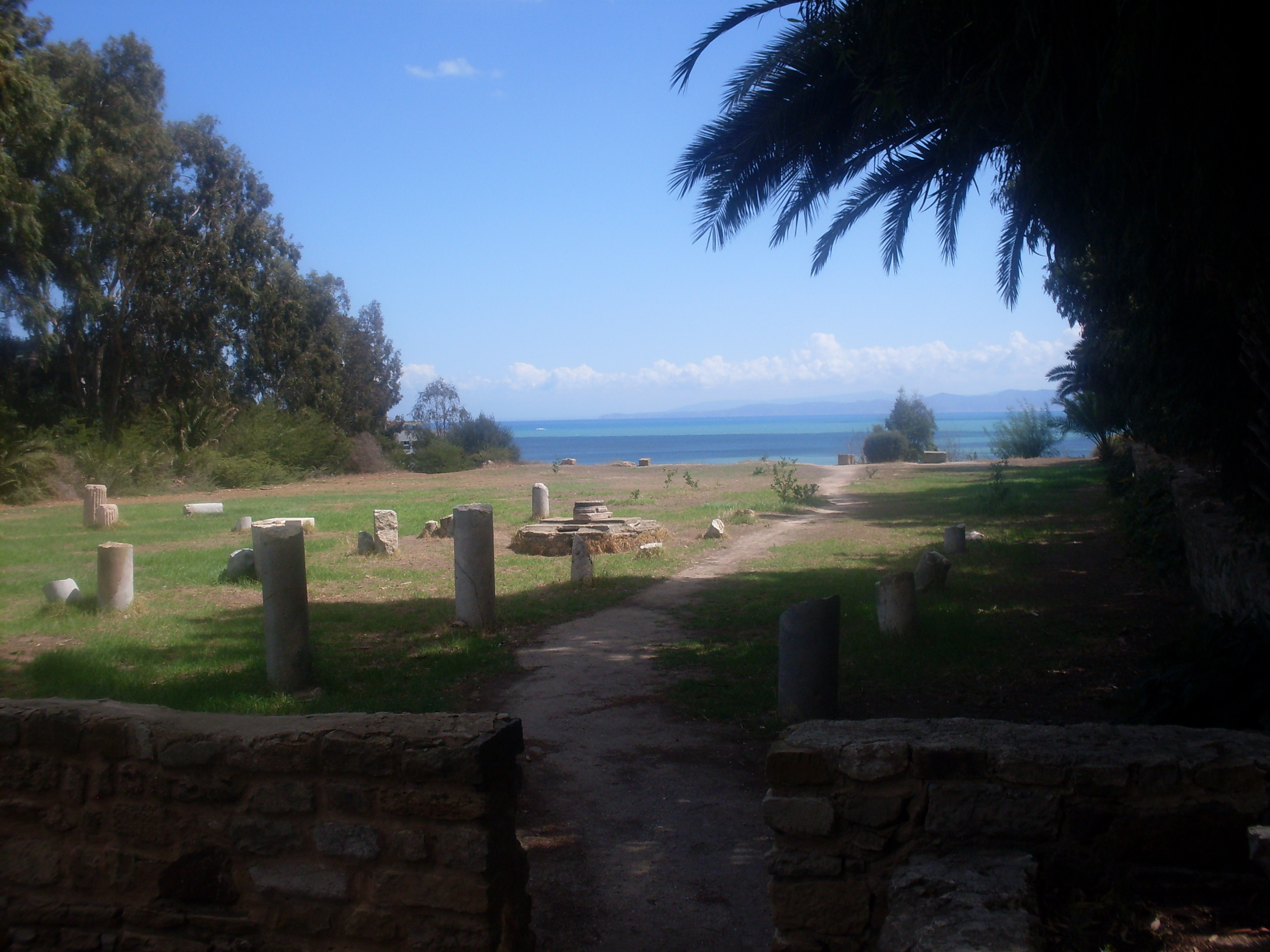
Vestiges de la basilique dite de Saint-Cyprien de Carthage découverte en 1915.

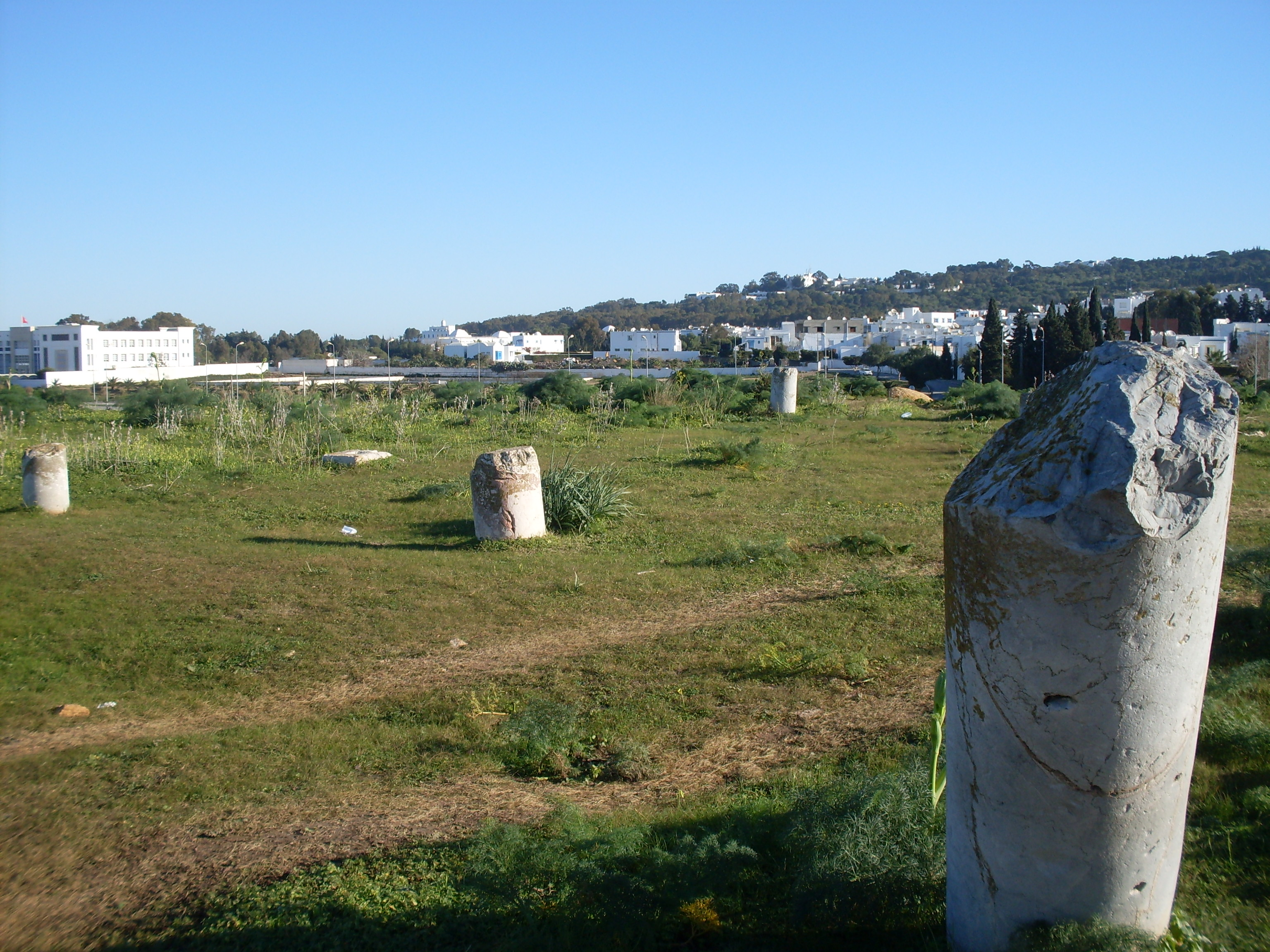
Vestiges de la basilique Majorum (dite aussi de Meildfa) à Carthage, où l'on a retrouvé une inscription dédiée aux saintes Perpétue et Félicité.

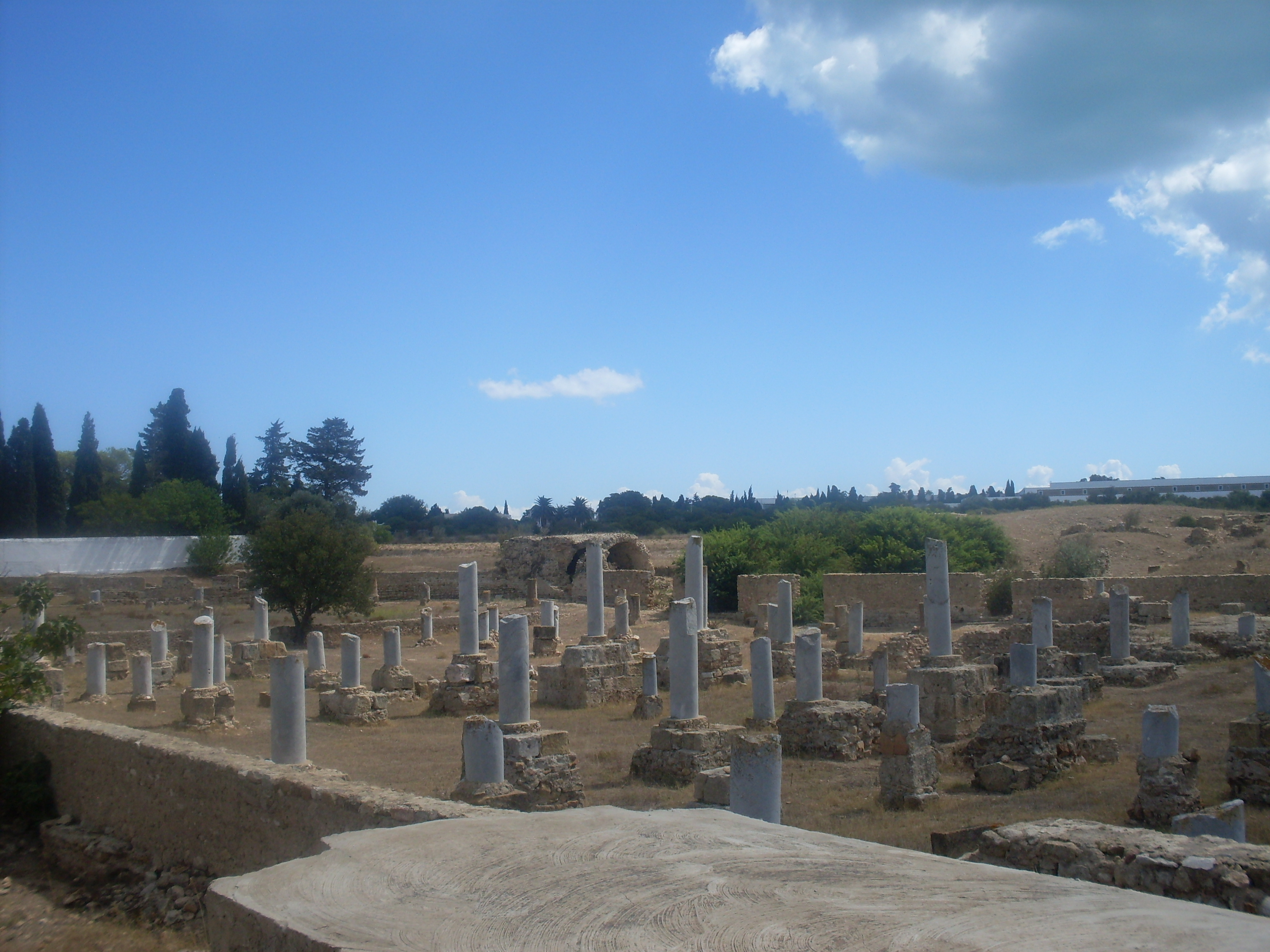
Vestiges de la basilique de Damous El Karita à neuf nefs, la plus grande de Carthage, ornée de plus d'une centaine de colonnes.

L'archidiocèse de Carthage (en latin : Archidioecesis Carthaginensis) est un siège épiscopal de l'Église catholique, anciennement territorial et depuis 1964 titulaire (in partibus), situé à Carthage en Afrique du Nord (aujourd'hui en Tunisie).

## Histoire
D'après une tradition, après être arrivé à Rome, saint Pierre est venu prêcher à Carthage et y aurait laissé comme évêque Crescent. Selon une autre tradition, les douze Apôtres ayant tiré au sort les différentes parties du monde, l’Afrique a échu à Simon le Zélote. D'autres traditions affirment que les Carthaginois furent convertis par Photine la Samaritaine et l’évangéliste saint Matthieu. 
Le diocèse de Carthage est érigé à la fin du IIe siècle. Les plus grands écrivains chrétiens de cette époque y vivaient, comme Tertullien. Agrippin en est le premier évêque connu, mais probablement pas avant l'an 230.
Une floraison de martyrs a lieu au IIIe siècle, dont se détachent les figures de sainte Perpétue et sainte Félicité et de saint Cyprien, cités au canon romain de la Messe.
À cette époque, Carthage était le siège épiscopal le plus important de la province romaine d'Afrique (Afrique du Nord) et l'évêque de Carthage devint le primat et le l'évêque métropolitain de fait de l'Afrique proconsulaire, de la Byzacène, de la Numidie, de la Tripolitaine et de la Maurétanie (même si dans les seules provinces, le privilège primatial était donné à l'évêque le plus ancien de la province).
Le titre honorifique de patriarche fut aussi attribué à l'évêque de Carthage, toujours obéissant à Rome, à l'exception de l'épisode des relaps où Carthage était en faveur du rigorisme. Au IVe siècle, le diocèse est travaillé par la diffusion de diverses hérésies : le donatisme, l'arianisme, le manichéisme et le pélagianisme. Les donatistes eurent même leur hiérarchie parallèle pendant une courte période. 
L'invasion des Vandales à la fin du siècle donne le signal à une période d'oppression contre l'Église à laquelle met fin la conquête byzantine en 533. Cependant les empereurs donnent leur appui à des hérésies, telles que le monothélisme et surtout l'iconoclasme. Les évêques de Carthage, fermes défenseurs de l'orthodoxie, sont exilés.
Carthage est un siège important de l'Église latine, jusqu'à ce que la conquête des Arabo-musulmans lui porte un premier coup en 698 qui lui sera fatal; en effet, Carthage va rapidement décliner. Le christianisme y met cependant quatre siècles à disparaître complètement. Le nom de deux derniers évêques est encore cité au XIe siècle. Le dernier en 1076.
La première mention d'un archevêque in partibus infidelium avec le titre Carthaginensis remonte en 1519 ; puis le titre demeure vacant pendant un siècle, jusqu'au nom de Diego Requeséns, futur évêque de Mazara del Vallo (en Sicile). 
Dès lors, ce titre est assigné régulièrement jusqu'au 10 novembre 1884 quand, par la bulle Materna Ecclesiae caritas de Léon XIII, l'ancien siège de Carthage est restauré. De fait, le titre in partibus fut aboli. Après la décolonisation et le départ de la plupart des chrétiens de la région, la bulle Prudens Ecclesiae de Paul VI du 9 juillet 1964 supprime l'archidiocèse de Carthage et ne le met plus qu'au rang titulaire et il laisse la place à la prélature apostolique de Tunis devenue en 2010 l'archidiocèse de Tunis.
Ce siège titulaire est vacant depuis le 30 juin 1979. 
La cathédrale Saint-Louis de Carthage, dont les travaux de construction commencèrent en 1884, a été consacrée le 15 mai 1890, sous le protectorat français,. Désaffectée et cédée à l'État tunisien en août 1964, la cathédrale est reconvertie en 1993 en un lieu de culture. Depuis, les catholiques de Carthage sont sous la juridiction de l'archidiocèse de Tunis.

## Liste des évêques
- Saint Crescent † (vers 50 - vers 80)[6],[7],[8],[9],[10]
- Saint Épénète de Carthage (en) † (? - vers 115)[6],[7],[8],[9],[10],[11]
- Saint Spérat † (? - 17 juillet 180)[6],[7],[8],[9],[10]
- Ottatus (Ottato ou Optat) † (mentionné en 203)[12]
- Agrippin † (vers 235-240)[3]
- Donat Ier † (? - 248)[13]
- Saint Cyprien † (248 - 14 septembre 258)
  - Maxime † (251 - ?) (évêque novatianiste)[14]
  - Fortuné † (252 - ?) (antiévêque)[15]
- Lucien † (seconde moitié du IIIe siècle)[16]
- Cyr † (seconde moitié du IIIe siècle)[17]
- Mensurius † (avant 303 - vers 311)[18]
- Cécilien † (311 - après 325)[19]
  - Majorin † (312 - vers 313) (évêque donatiste)[20]
  - Donat II † (vers 313 - vers 350/355) (évêque donatiste)[21]
- Rufin † (mentionné en 337/340)[22]
- Grat † (avant 343 - après 348/349)[23]
  - Parménien † (vers 350/355 - vers 391) (évêque donatiste)
- Restitut † (mentionné en 359[24]
- Genetlius † (avant 390 - 7 mai 391 ou 392)
- Saint Aurèle † (391 ou 392 - après 426)
  - Primien † (vers 391 - ?) (évêque donatiste)
  - Maximin † (jusqu'en 392 - ?) (évêque donatiste dissident)
- Capreolus † (avant 431 - vers 435)[25]
- Saint Quodvultdeus † (vers 437 - vers 454)[26]
- Saint Deogratias † (25 octobre 454[27] - fin 457 ou début 458)
  - Sede vacante
- Saint Eugène † (481[28] - 505)
  - Sede vacante
- Boniface † (523 - vers 535)
- Réparat † (535 - 552, déposé)[29]
- Primase † (552 - vers 565)
- Publien † (vers 565 - après 581)
- Dominique † (avant juillet 592 - après 601)[30]
- Fortunius † (dans les années 630 et 640)
- Victor † (16 juillet 646 - ?)
- Étienne †[31]
- Thomas † (mentionné en 1054)
- Cyriaque † (mentionné en 1076)

## Archevêques titulaires

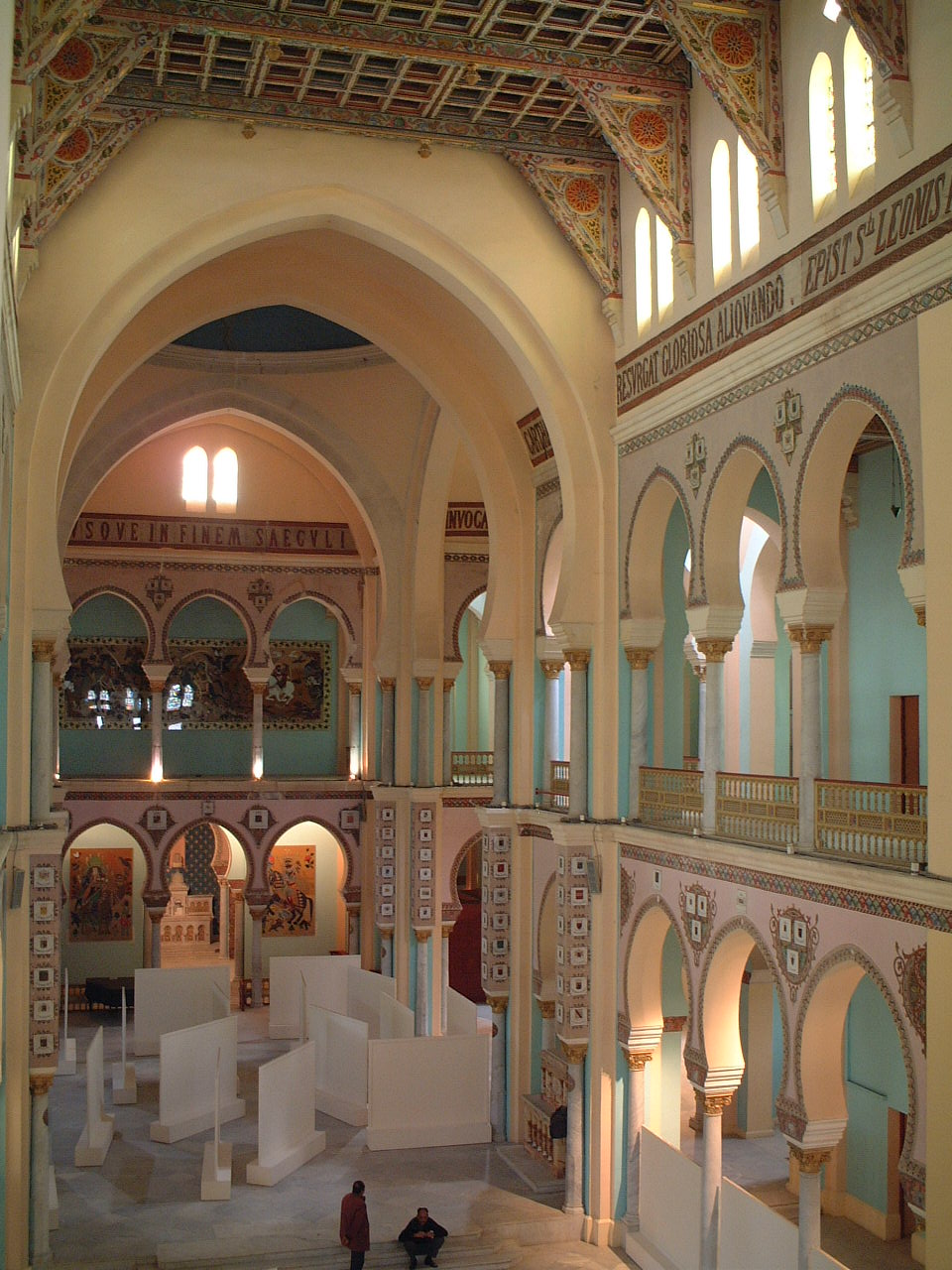
La cathédrale Saint-Louis de Carthage.

- Jacques de Padula (1461 - ?)[32],[33]
- Louis de Padula (1463 - ?)[32]
- Léonard (1475 - ?)[32]
- Bernardino de Monachelli O.F.M. (13 mai 1519 - ?)
- Diego Requeséns (7 septembre 1637 - 7 octobre 1647), nommé archevêque à titre personnel de Mazara del Vallo
- Scipione Costaguti (6 août 1648 - ?)
- Lorenzo Trotti (11 octobre 1666 - 12 décembre 1672), nommé évêque de Pavie
- Jacques-Nicolas de Colbert (29 avril 1680 - 29 janvier 1691), nommé archevêque de Rouen
- Cornelio Bentivoglio (16 mars 1712 - 15 avril 1720), nommé cardinal au titre de San Girolamo dei Croati
- Pietro Battista di Garbagnate O.F.M. (15 juin 1720 - 11 avril 1730)
- Antonio Balsarini (26 août 1730 - 2 janvier 1731)
- Francesco Girolamo Bona (18 juillet 1731 - 1750)
- Johann Joseph von Trautson (7 décembre 1750 - 12 avril 1751), archevêque de Vienne
- Cristoforo Migazzi (20 septembre 1751 - 20 septembre 1756), nommé évêque de Vác
- Giuseppe Locatelli (28 janvier 1760 - 25 novembre 1763)
- Matteo Gennaro Testa Piccolomini (it) (22 décembre 1766 - 6 avril 1782)
- Ferdinando Maria Saluzzo (13 juillet 1784 - 23 février 1801), nommé cardinal au titre de Santa Maria del Popolo
- Giovanni Devoti (de) (29 mai 1804 - 18 septembre 1820)
- Augustin Louis de Montblanc (27 juin 1821 - 26 novembre 1824), nommé archevêque de Tours
- Filippo de Angelis (15 mars 1830 - 15 février 1838), archevêque à titre personnel de Montefiascone
- Michele Viale-Prelà (12 juillet 1841 - 28 septembre 1855), nommé archevêque de Bologne
- Salvatore (Pietro) Saba O.F.M.Cap. (25 septembre 1862 - 28 mai 1863)
- Lajos Haynald (22 septembre 1864 - 17 mai 1867), nommé archevêque de Kalocsa
- Pietro Rota (it) (12 mai 1879 - 4 novembre 1884), nommé archevêque titulaire de Thèbes (de)

## Archevêques de Carthage et primats d'Afrique

### Siège résidentiel (1884-1964)
- Charles-Martial-Allemand Lavigerie, M.Afr. † (10 novembre 1884 - décédé le 25 novembre 1892)[34]
- Barthélemy Clément Combes † (16 juin 1893 - décédé le 20 février 1922)
- Alexis Lemaître, M.Afr. † (20 février 1922 a succédé - décédé le 16 mai 1939)
- Charles-Albert Gounot, CM † (16 mai 1939 - décédé le 20 juin 1953)
- Paul-Marie-Maurice Perrin † (29 octobre 1953 - démission le 9 juillet 1964)

## Archevêques titulaires de Carthage
- Siège vacant (1964-1967)[33]
- Agostino Casaroli † (4 juillet 1967 - 30 juin 1979), nommé cardinal au titre des Saints-Apôtres)
- Siège vacant (1979 - maintenant)